# Jurij Dolgorukij
Jurij Dolgorukij (rusky Юрий Долгорукий; 1090 – 15. května 1157) byl veliký kníže kyjevský z rodu Rurikovců, šestý syn Vladimíra II. Monomacha.

## Život
Po smrti Jurijova otce Vladimíra II. Monomacha († 1125) a zvláště jeho syna Mstislava († 1132) se jednotný kyjevský stát začal rozpadat na menší knížectví, kde vládla jednotlivá rurikovská knížata.
Jurij spravoval od roku 1125 rostovsko-suzdalské knížectví, které začalo rychle nabývat na významu. Jeho hlavní sídlo přenesl ze starobylého Rostova do významného obchodního střediska Suzdali. Po smrti svého staršího bratra velikého knížete kyjevského Mstislava, vymanil své země z nadvlády Kyjeva. Později se této metropole sám několikrát zmocnil, přenesl sem své sídlo a stal se velikým knížetem kyjevským.
Za jeho vlády se prameny k roku 1147 poprvé zmiňují o Moskvě – tvrzi bojara Kučky, kam Jurij pozval jednoho z dalších ruských knížat na hodokvas.